# دوري السوبر الدنماركي 1993–94
دوري السوبر الدنماركي 1993–94 (بالدنماركية: Superligaen 1993-94)‏ هو الموسم 81 من  دوري السوبر الدنماركي. أقيم خلال الفترة 1 أغسطس 1993 وحتى 12 يونيو 1994، وأشرف على تنظيمه اتحاد الدنمارك لكرة القدم، وكان عدد الأندية المشاركة فيه  10، وفاز فيه نادي سيلكيبورج.